# Smolany Dąb
Smolany Dąb – wieś w Polsce położona w województwie podlaskim, w powiecie sejneńskim, w gminie Krasnopol. Leży nad jeziorem Gremzdy.
| SIMC    | Nazwa        | Rodzaj    |
| ------- | ------------ | --------- |
| 0761360 | Bursynowizna | część wsi |
| 0761377 | Kopiec       | część wsi |

W latach 1975–1998 miejscowość administracyjnie należała do województwa suwalskiego.

## Zabytki
Do rejestru zabytków Narodowego Instytutu Dziedzictwa wpisane są następujące obiekty:
- cmentarz wojenny z I wojny światowej (nr rej.: 326 z 10.03.1983)